# Saint-Amant-de-Boixe
Saint-Amant-de-Boixe és un municipi francès situat al departament del Charente i a la regió de la Nova Aquitània. L'any 2007 tenia 1.303 habitants.

## Demografia

### Població
El 2007 la població de fet de Saint-Amant-de-Boixe era de 1.303 persones. Hi havia 566 famílies de les quals 193 eren unipersonals (67 homes vivint sols i 126 dones vivint soles), 165 parelles sense fills, 169 parelles amb fills i 39 famílies monoparentals amb fills.
La població ha evolucionat segons el següent gràfic:
Habitants censats

### Habitatges
El 2007 hi havia 653 habitatges, 581 eren l'habitatge principal de la família, 23 eren segones residències i 49 estaven desocupats. 547 eren cases i 26 eren apartaments. Dels 581 habitatges principals, 388 estaven ocupats pels seus propietaris, 181 estaven llogats i ocupats pels llogaters i 12 estaven cedits a títol gratuït; 68 tenien una cambra, 17 en tenien dues, 76 en tenien tres, 163 en tenien quatre i 258 en tenien cinc o més. 387 habitatges disposaven pel capbaix d'una plaça de pàrquing. A 216 habitatges hi havia un automòbil i a 251 n'hi havia dos o més.

### Piràmide de població
La piràmide de població per edats i sexe el 2009 era:
| Homes | Edats   | Dones |
| ----- | ------- | ----- |
| 4     | 95 o +  | 8     |
| 0     | 90 a 94 | 8     |
| 4     | 85 a 89 | 24    |
| 12    | 80 a 84 | 20    |
| 36    | 75 a 79 | 48    |
| 28    | 70 a 74 | 44    |
| 8     | 65 a 69 | 20    |
| 40    | 60 a 64 | 36    |
| 20    | 55 a 59 | 16    |
| 32    | 50 a 54 | 40    |
| 44    | 45 a 49 | 32    |
| 36    | 40 a 44 | 48    |
| 28    | 35 a 39 | 40    |
| 44    | 30 a 34 | 48    |
| 24    | 25 a 29 | 28    |
| 28    | 20 a 24 | 24    |
| 32    | 15 a 19 | 40    |
| 40    | 10 a 14 | 24    |
| 24    | 5 a 9   | 44    |
| 36    | 0 a 4   | 28    |

## Economia
El 2007 la població en edat de treballar era de 793 persones, 580 eren actives i 213 eren inactives. De les 580 persones actives 527 estaven ocupades (283 homes i 244 dones) i 53 estaven aturades (16 homes i 37 dones). De les 213 persones inactives 89 estaven jubilades, 63 estaven estudiant i 61 estaven classificades com a «altres inactius».

### Ingressos
El 2009 a Saint-Amant-de-Boixe hi havia 574 unitats fiscals que integraven 1.305 persones, la mediana anual d'ingressos fiscals per persona era de 16.453 €.

### Activitats econòmiques
Dels 53 establiments que hi havia el 2007, 1 era d'una empresa alimentària, 1 d'una empresa de fabricació de material elèctric, 6 d'empreses de fabricació d'altres productes industrials, 8 d'empreses de construcció, 15 d'empreses de comerç i reparació d'automòbils, 2 d'empreses de transport, 1 d'una empresa d'hostatgeria i restauració, 2 d'empreses financeres, 2 d'empreses immobiliàries, 3 d'empreses de serveis, 5 d'entitats de l'administració pública i 7 d'empreses classificades com a «altres activitats de serveis».
Dels 20 establiments de servei als particulars que hi havia el 2009, 1 era una oficina d'administració d'Hisenda pública, 1 oficina de correu, 1 funerària, 3 tallers de reparació d'automòbils i de material agrícola, 1 taller d'inspecció tècnica de vehicles, 4 paletes, 1 fusteria, 1 electricista, 1 empresa de construcció, 2 perruqueries, 1 restaurant, 1 agència immobiliària, 1 tintoreria i 1 saló de bellesa.
Dels 7 establiments comercials que hi havia el 2009, 1 era un supermercat, 1 una fleca, 1 una carnisseria, 1 una llibreria, 1 una botiga de roba, 1 una perfumeria i 1 una floristeria.
L'any 2000 a Saint-Amant-de-Boixe hi havia 21 explotacions agrícoles que ocupaven un total de 1.089 hectàrees.

## Equipaments sanitaris i escolars
El 2009 hi havia 1 farmàcia i 1 ambulància.
El 2009 hi havia 1 escola maternal i 1 escola elemental. Saint-Amant-de-Boixe disposava d'un col·legi d'educació secundària amb 331 alumnes.

## Poblacions més properes
El següent diagrama mostra les poblacions més properes.